# Castrul roman de la Șugag
Castrul roman de la Șugag, județul Alba, Transilvania, este situat pe șaua dintre Vârful lui Pătru și Vârful Aușelul. În apropierea castrului se află cetatea dacică de la Căpâlna, localitatea Săsciori.